# Courage Compétition
La Courage Compétition è stata una scuderia automobilistica francese fondata dal pilota Yves Courage nel 1981 per competere specificatamente alla 24 Ore di Le Mans come pilota-costruttore (sull'esempio di Jean Rondeau), dopo avervi partecipato già molte volte come pilota.

## La storia
La prima vettura realizzata, la Cougar C01 (che debuttò alla 1000 km del Nürburgring del 1981) partecipò all'edizione 1982 con il fondatore della scuderia al volante. Negli anni seguenti la squadra ha partecipato al Campionato del Mondo Sport Prototipi e negli ultimi anni al campionato Le Mans Series.
Nelle molte edizioni della 24 Ore di Le Mans in cui si è schierata ha ottenuto anche buoni risultati: nel 1987 concluse al 2º posto con una Porsche 962 e al 3º posto con la Cougar C20 di propria progettazione spinta da motore Porsche; nel 1995 con la propria C34 concluse al 2º posto a solo un giro di distacco dalla McLaren F1 vincitrice. Un altro telaio della Courage, il C60 hibryd, rivisto e schierato dalla squadra Pescarolo Sport, ottenne il 2º posto nell'edizione del 2005. Negli ultimi anni la Courage ha ottenuto risultati di rilievo solo nella classe minore dei prototipi, la LMP2, conquistando alcuni podi di categoria.

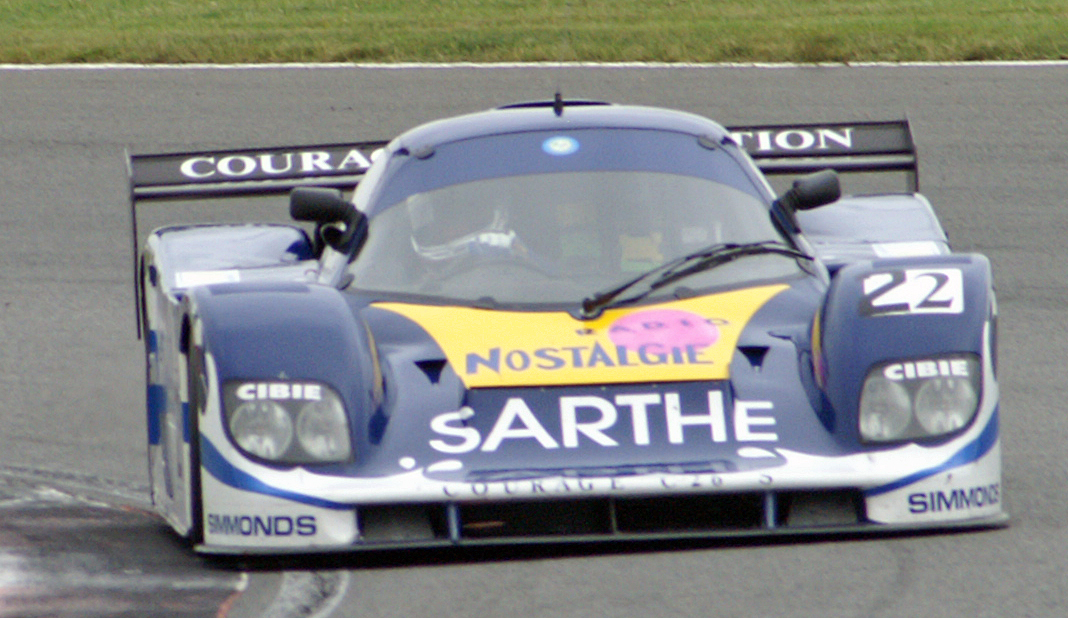
La Courage C26S alla Silverstone Classic del 2009

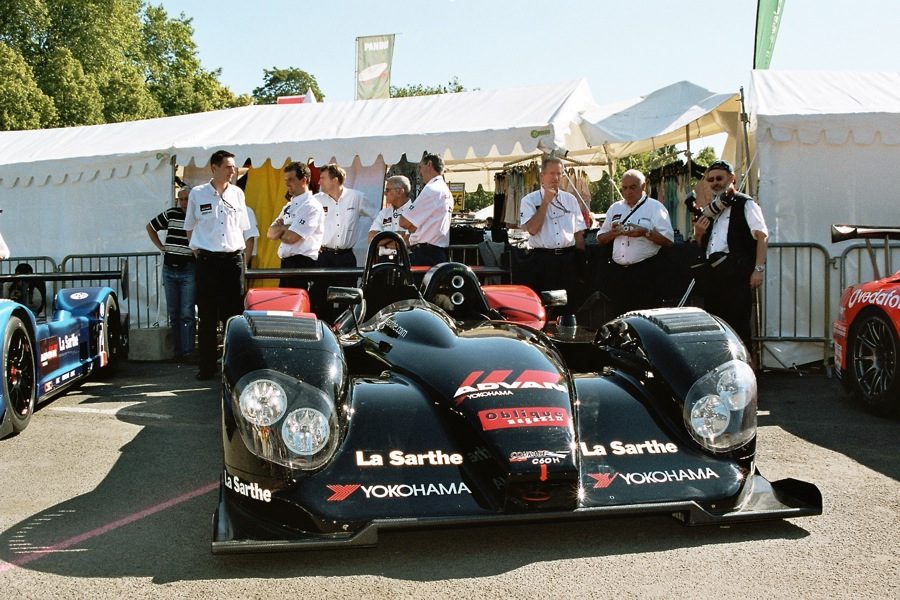
Una Courage C60

Nel 2007 è stata rilevata dal gruppo Oreca, che dal 2008 è divenuto costruttore di prototipi apponendo il proprio marchio sui telai, Yves Courage ricopre ora un ruolo di consulente tecnico. Nel 2010 rinasce come Courage Technologies, che si occupa della progettazione e costruzione di veicoli elettrici.

## Modelli
I primi modelli adottarono il nome Cougar, mentre solo negli anni novanta fu adottato il nome del fondatore e al pari di altri piccoli costruttori degli anni settanta e ottanta, come Jean Rondeau e Günter Gebhardt, spesso i telai dei primi modelli servivano per realizzare quelli successivi. Le date tra parentesi indicano l'anno di costruzione del primo esemplare di ogni modello.
- Cougar C01 (1981), spinta da un motore Cosworth ed evoluta in C01B nel 1983[1], ha gareggiato fino al 1984[5]
- Cougar C02 (1984), spinta da un motore Cosworth, fu trasformata in C12 (1985) e in seguito rinominata JRE SR-71 per il campionato IMSA GTP del 1986. Fu in successivamente evoluta C22LM e C22S (1989), poi in C26S(1991)[6]
- Cougar C12 (1985), dotata del motore della Porsche 956, il primo esemplare era la C02 modificata[7], nel 1986 fu realizzato il secondo esemplare (telaio C12-01)[8]
- Cougar C20 (1987), realizzata sul telaio C12-01, anch'essa era spinta dal motore Porsche boxer da 2,65 litri, incrementato poi a 2,8 litri[9]. L'evoluzione C20B ottenne la vittoria di classe alla 24 Ore di Le Mans 1989.
- Cougar C22 (1988), il primo esemplare fu completamente distrutto in un incidente al debutto a Le Mans nel 1988 da Ukyo Katayama, il secondo fu realizzato sul telaio C02-02, il terzo[10] e il quarto[11] erano nuovi. Furono realizzate anche le varianti C22LM e C22S tutte con motore Porsche.
- Cougar C24S (1990), dotata del motore Porsche turbo da 3 litri, l'unico esemplare fu evoluto nella C26S nel 1991[12].
- Cougar C26S (1991), dotata del motore Porsche turbo da 3,2 litri, tre esemplari, di cui uno derivato dalla C24S[13].
- Cougar C28S (1992), dotata del motore Porsche turbo da 3 litri, un solo esemplare nuovo, gli altri tre realizzati modificando le C26S[7][14].
- C30LM (1993), dotata del motore Porsche turbo da 3 litri, tre esemplari nuovi approntati per la 24 Ore di Le Mans 1993[15], evolutisi poi nei vari esemplari di C32LM, C34 e C36
- C32LM (1994), dotata del motore Porsche turbo da 3 litri, un solo esemplare nuovo, gli altri due realizzati modificando le prime due C30LM: tutti e tre schierati solo alla 24 Ore di Le Mans 1994[7][16].
- C34 (1995), barchetta dotata del motore Porsche turbo da 3 litri, un solo esemplare, realizzato modificando l'ultima delle C30LM (telaio C30-011) e ha ottenuto il secondo posto assoluto e la vittoria di classe alla 24 Ore di Le Mans 1995[7][17].
- C36 (1996), barchetta dotata del motore Porsche turbo da 3 litri e realizzata in 4 esemplari, ricavati dai tre telai delle C30LM e da quello della C32LM. Hanno partecipato alla 24 Ore di Le Mans 1996 e 1997 e all'International Sports Racing Series 1997 e 1998[18] nelle mani della squadra ufficiale e di quella de La Filiére Elf.
- C41 (1995), nuovo progetto di barchetta dotata del motore aspirato Chevrolet V8 5 litri annunciato nel 1994 e portato per la prima volta in gara alla 24 Ore di Le Mans 1995, dove un esemplare si ritirò per problemi elettrici, mentre l'altro fu squalificato perché sottopeso. Nel 1996 e 1997 ha disputato il campionato IMSA, montando anche il motore Oldsmobile[19].
- C50 (1998)
- C51 (1998)
- C52 (1999)
- C60 (2000)
- C65 (2004)
- LC70 (2006)
- LC75 (2007)